# Leontine Sagan
Leontine Sagan fue una actriz y directora teatral austríaca. Sagan hizo sus primeros estudios con  Max Reinhardt. Su primer y más conocido film fue Mädchen in Uniform (1931). Dicho film tenía un reparto exclusivamente femenino y retrataba una relación lesbiana entre una profesora y una alumna. El film estaba basado en la obra de teatro Gestern und heute (Ayer y hoy), de Christa Winsloe, y fue censurado en repetidas ocasiones. Se dice que Eleanor Roosevelt, ayudó para lograr que le fuera revocada la censura en Estados Unidos. Luego de este film el más conocido de su autoría, trabajó en Inglaterra durante un tiempo con Alexander Korda, para luego mudarse junto a su esposo a Sudáfrica donde fundó el teatro Nacional de Johannesburgo.
Sagan falleció en Pretoria, Sudáfrica, a los 85 años de edad.

## Filmografía
- Mädchen in Uniform (1931)
- Men of tomorrow (1932)